# 1217 dans les croisades
Cette page regroupe les évènements concernant les Croisades qui sont survenus en 1217 :
- 9 avril : Pierre II de Courtenay et Yolande de Hainaut sont sacrés empereurs latins de Constantinople à Rome[1].
- août : Départ de la cinquième croisade d'Europe[1].
- 13 septembre : Toulouse se révolte contre Simon de Montfort[2].
- 22 septembre : Guy de Montfort, seigneur de Castres, tente de prendre Toulouse par surprise, mais sans succès[2].
- septembre : André II, roi de Hongrie et Léopold VI, duc d'Autriche débarquent à Acre[1].
- octobre : Simon de Montfort entreprend d'assiéger Toulouse[2].
- novembre : André II, roi de Hongrie et les croisés Hongrois attaquent sans succès Beïsan[1].
- 7 décembre : André II, roi de Hongrie et les croisés Hongrois assiègent sans résultat la forteresse du Mont-Thabor[1].